# Albemarle (entreprise)
Pour les articles homonymes, voir Albemarle.
Albemarle Corporation est une entreprise chimique américaine, basée à Charlotte en Caroline du Nord, issue d'une scission en 1994 d'Ethyl Corporation. Elle possède 3 divisions : Lithium (68% des revenus en 2022), Brome (19% en 2022) et catalyseurs (12% des revenus 2022). En 2020, Albemarle était le plus gros fournisseur mondial de lithium pour les batteries de véhicules électriques.

## Histoire
En juillet 2014, Albemarle acquiert Rockwood Holdings pour 6,2 milliards de dollars, présent notamment dans les secteurs du lithium et du brome.
En juin 2016, BASF annonce l'acquisition pour 3,2 milliards de dollars de Chemetall, filiale d'Albemarle regroupant les activités de traitements de surfaces des métaux et plastiques.

## Actionnaires
Liste des principaux actionnaires au 16 août 2022.
| The Vanguard Group                     | 11,36% |
| BlackRock Fund Advisors                | 4,87%  |
| SSgA Funds Management                  | 4,58%  |
| Baillie Gifford                        | 3,34%  |
| PRIMECAP Management Co.                | 2,18%  |
| Franklin Advisers, Inc.                | 2,13%  |
| Geode Capital Management LLC           | 1,93%  |
| Global X Management Co. LLC            | 1,92%  |
| T. Rowe Price Associates, Inc.         | 1,66%  |
| Fidelity Management & Research Company | 1,54%  |